# شیرمحمد درخشنده توماج
شیرمحمد درخشنده توماج (۲ فروردین ۱۳۲۷ – ۲۹ بهمن ۱۳۵۸) فعال سیاسی کمونیست ایرانی بود. وی از اعضای سازمان چریک‌های فدایی خلق ایران، کانون فرهنگی و سیاسی خلق ترکمن و ستاد خلق ترکمن بود که رهبری اعتراضات ترکمن‌ها را برعهده داشت. او در بهمن‌ماه ۱۳۵۸، به‌دستور صادق خلخالی اعدام شد.

## زندگی
شیرمحمد درخشنده توماج در تاریخ ۲ فروردین ۱۳۲۷ در در یلمه سالیان زاده شد. او در رشتهٔ مهندسی کشاورزی فارغ التحصیل از دانشگاه اصفهان بود و در زمان حکومت پهلوی، به‌علت فعالیت سیاسی توسط ساواک دستگیر شد و یک سال زندانی بود.

## فعالیت‌ها
توماج، فعال سیاسی کمونیست و هوادار سازمان چریک‌های فدایی خلق بود. او کمی بعد از انقلاب ۱۳۵۷، با کمک همراهانش شوراهای دهقانی را در ترکمن‌صحرا تأسیس کرد و گسترش داد. توماج همچنین از رهبران اعتراضات ترکمن‌ها در سال ۱۳۵۸ بود که منجر به سرکوب گسترده و دستگیری رهبران و اعدام آنان شد.

## اعدام
در ۱۸ بهمن سال ۱۳۵۸، پاسداران جمهوری اسلامی، چهار تن از رهبران خلق ترکمن به نام‌های توماج، مختوم، واحدی و جرجانی را شبانه دزدیدند، و پس  از اِعمال شکنجه‌‏های وحشیانه در روز ۲۹ بهمن ۱۳۵۸ آنها را اعدام کردند؛ و جسدشان را در ۱۲۵ کیلومتری جاده بجنورد رها کردند. اگرچه صادق خلخالی نقش داشتن در این اعدام‌ها را رد می‌کرد اما معلوم شد که این اعدام‌ها به‌دستور او و به‌دست سپاه پاسداران انجام شده‌است.